# Estero de Alhué
Estero de Alhué är ett vattendrag i Chile.   Det ligger i regionen Región de O'Higgins, i den södra delen av landet, 100 km sydväst om huvudstaden Santiago de Chile.
Trakten runt Estero de Alhué består till största delen av jordbruksmark. Runt Estero de Alhué är det ganska glesbefolkat, med 30 invånare per kvadratkilometer.